# El viaje de invierno (libro de Georges Perec)
El viaje de invierno (en francés, Le voyage d'hiver) es un libro póstumo del escritor francés Georges Perec (1936-1982), correspondiente a un relato breve aparecido originalmente en el número 128 del boletín Hachette Informations de marzo-abril del año 1980. Poco después de su muerte, en 1983 apareció en el número 193 de la Magazine littéraire, en un número especial dedicado al escritor. Como libro fue publicado por primera vez en 1993 bajo la dirección de Maurice Olender, en la colección «La librairie du XXe siècle» de la editorial francesa Éditions du Seuil. En castellano se publicó por primera vez en 2004, en la colección «Voces» de la editorial española Abada Editores, con traducción de Juan Barja.

## Argumento
A fines de agosto de 1939, Vincent Degraël encuentra un libro titulado El viaje de invierno, del desconocido autor Hugo Vernier. El relato, escrito en primera persona, comienza con un breve viaje iniciático, para luego dar lugar a un extenso escrito lleno de lirismo, sentencias y poemas. Degraël no tarda en descubrir que aquello parece ser una prodigiosa recopilación de versos y máximas de reconocidos y olvidados poetas y escritores del siglo XIX. No obstante, el libro está fechado en 1864, por lo que aparentemente fueron todos estos autores —Nouveau, Corbière, Villiers, Banville, Rimbaud, Verhaeren, Cros, Bloy, Mendès, Mallarmé, Kahn, Verlaine, Lautréamont, Hello, Richepin, Huysmans, Valade, Pomairols, Rollinat, Laprade, Mérat, Morice, Valabrègue, entre otros— los que plagiaron a Vernier, y no al revés.
Degraël se propuso investigar en profundidad sobre Vernier y su obra, pero el inicio de la guerra lo mantuvo alejado de Francia hasta fines de 1945. A su regreso, dedicó la totalidad de su tiempo libre a esta investigación. Entonces corroboró la veracidad de la obra, y que los plagiadores agradecían en numerosas ocasiones a Vernier en sus diarios y cartas. También averiguó que Vernier había nacido el 3 de septiembre de 1836 en Vimy, Pas-de-Calais, y comprendió que las quinientas copias del libro, incluyendo la que había leído en 1939, habían desaparecido, muchas de ellas siendo destruidas por los mismos que se habían inspirado en sus páginas. Degraël intentó en vano hasta su muerte conseguir pruebas para validar sus sospechas.

## Análisis de la obra
El especialista Bernard Magné destaca la relación de este libro con las estructuras empleadas por el escritor Jorge Luis Borges. Para la académica Christelle Reggiani, la obra utiliza el recurso oulipiano del «plagio por anticipación».

## Influencia en otros autores
Por sus particulares características, este relato se ha prestado para diversas reescrituras oulipianas, la primera de las cuales fue Le Voyage d'hier de Jacques Roubaud, publicado en 1997 junto a El viaje de invierno de Perec, en un libro con prefacio de Bernard Magné. En el relato de Roubaud, El viaje de invierno se representa a su vez como una copia de éste.